# Geotrigona
Geotrigona is een geslacht van vliesvleugelige insecten uit de familie bijen en hommels (Apidae)

## Soorten
- G. acapulconis (Strand, 1919)
- G. aequinoctialis (Ducke, 1925)
- G. argentina Camargo & Moure, 1996
- G. chiriquiensis (Schwarz, 1951)
- G. fulvatra Camargo & Moure, 1996
- G. fulvohirta (Friese, 1900)
- G. fumipennis Camargo & Moure, 1996
- G. kaba Gonzalez & Sepúlveda, 2007
- G. kraussi (Schwarz, 1951)
- G. kwyrakai Camargo & Moure, 1996
- G. leucogastra (Cockerell, 1914)
- G. lutzi Camargo & Moure, 1996
- G. mattogrossensis (Ducke, 1925)
- G. mombuca (Smith, 1863)
- G. subfulva Camargo & Moure, 1996
- G. subgrisea (Cockerell, 1920)
- G. subnigra (Schwarz, 1940)
- G. subterranea (Friese, 1901)
- G. tellurica Camargo & Moure, 1996
- G. terricola Camargo & Moure, 1996
- G. xanthopoda Camargo & Moure, 1996